# Ichneumon sublongaevus
Ichneumon sublongaevus är en stekelart som beskrevs av Meunier 1914. Ichneumon sublongaevus ingår i släktet Ichneumon och familjen brokparasitsteklar. Inga underarter finns listade i Catalogue of Life.